# Leiophysis dujardini
Leiophysis dujardini là một loài bọ cánh cứng trong họ Cerambycidae.